# Amaya Seguros

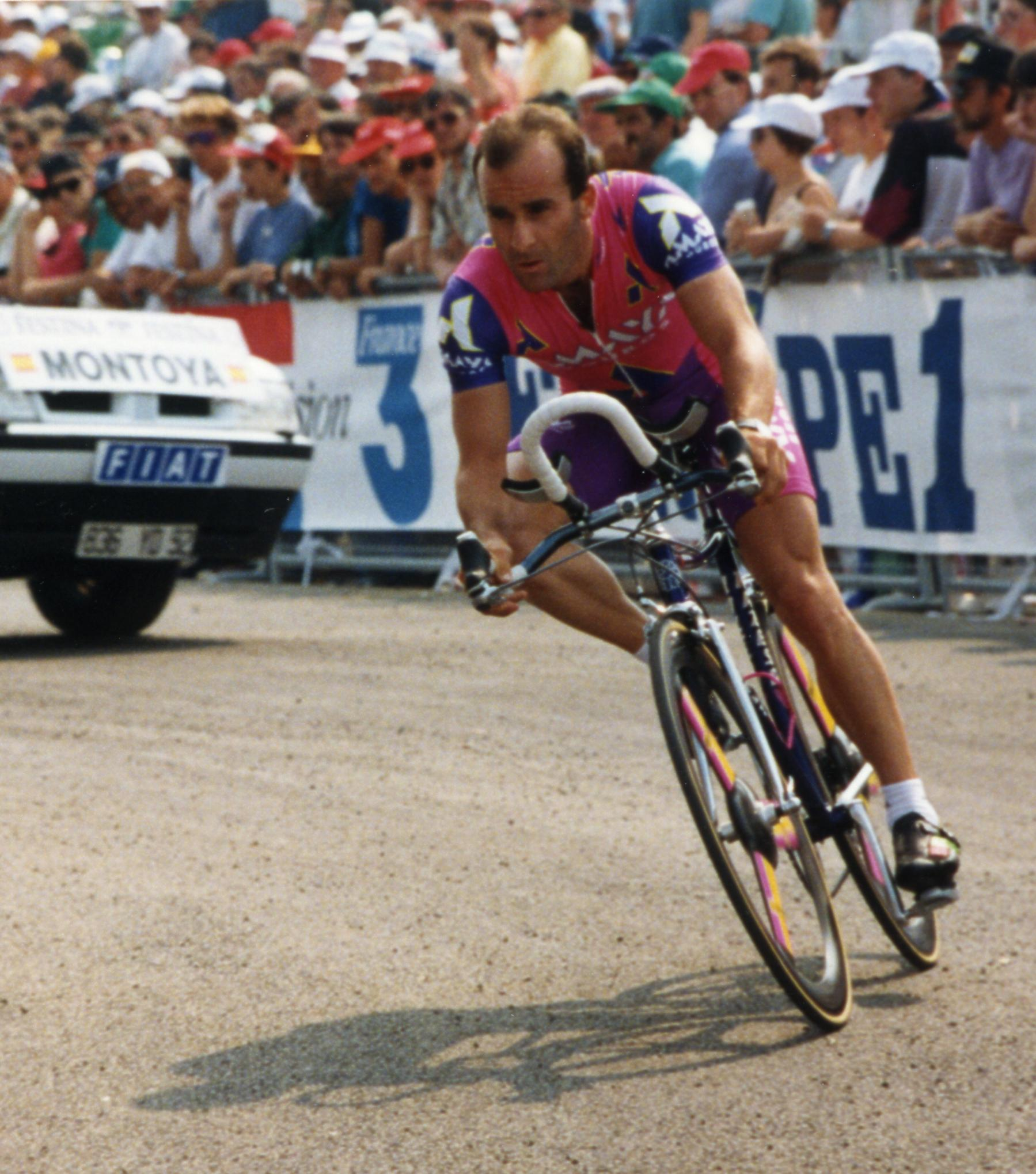
Jesus Montoya beim EZF auf der Etappe bei der Tour de France 1993

Amaya Seguros war ein spanisches Radsportteam, das von 1979 bis 1993 bestand. Von Gründung 1979 bis zur Auflösung 1993 war Javier Minguez Bellosta der Teamleiter.

## Erfolge
1979
- eine Etappe Valencia-Rundfahrt
- eine Etappe Vuelta a Espana
- Spanischer Meister – Straßenrennen
- Prueba Villafranca de Ordizia

1980
- Gesamtwertung Andalusien-Rundfahrt
- Gesamtwertung und zwei Etappen Costa del Azahar
- Klasika Primavera de Amorebieta
- Gesamtwertung und eine Etappe GP Navarra
- eine Etappe Baskenland-Rundfahrt
- Gesamtwertung und zwei Etappen Vuelta a España
- eine Etappe Giro d’Italia
- Gesamtwertung und zwei Etappen Asturien-Rundfahrt
- Spanischer Meister – Straßenrennen
- zwei Etappen Deutschland-Rundfahrt
- Clasica a los Puertos
- Prolog und drei Etappen Katalonien-Rundfahrt
- Gesamtwertung und eine Etappe Vuelta Ciclista a La Rioja
- eine Etappe Escalada a Montjuïc

1981
- eine Etappe Costa del Azahar
- eine Etappe Katalanische Woche
- Klasika Primavera de Amorebieta
- vier Etappen Vuelta a España
- eine Etappe Giro d’Italia
- eine Etappe Burgos-Rundfahrt
- Gesamtwertung Katalonien-Rundfahrt

1982
- Gesamtwertung Vuelta a las Tres Provincias
- Prolog und zwei Etappen Katalanische Woche
- GP Navarra
- Klasika Primavera de Amorebieta
- eine Etappe Vuelta a España
- drei Etappen Asturien-Rundfahrt
- Trofeo Masferrer
- Subida al Naranco
- Gran Piemonte

1983
- Gesamtwertung und eine Etappe Andalusien-Rundfahrt
- GP Navarra
- zwei Etappen Katalanische Woche
- Klasika Primavera de Amorebieta
- eine Etappe Baskenland-Rundfahrt
- Gesamtwertung Vuelta Ciclista a La Rioja
- Gesamtwertung und eine Etappe Vuelta a Castilla
- zwei Etappen Vuelta a España
- drei Etappen Giro d’Italia
- Gesamtwertung und zwei Etappen Asturien-Rundfahrt
- Subida a Arrate
- Clásica de Sabiñánigo
- eine Etappe Vuelta a Burgos

1984
- eine Etappe Valencia-Rundfahrt
- Klasika Primavera de Amorebieta
- Gesamtwertung und vier Etappen Asturien-Rundfahrt
- Spanischer Meister – Straßenrennen
- Trofeo Masferrer
- eine Etappe Vuelta Ciclista a La Rioja

1985
- Prolog Murcia-Rundfahrt
- eine Etappe Tirreno–Adriatico
- drei Etappen Vuelta a España
- eine Etappe Clásico RCN
- vier Etappen Asturien-Rundfahrt
- eine Etappe Kantabrien-Rundfahrt
- Bergwertung Giro d’Italia
- Spanischer Meister – Straßenrennen
- eine Etappe Vuelta a los Valles Mineros
- eine Etappe Vuelta a Burgos
- Clásica a los Puertos
- Gesamtwertung und eine Etappe Vuelta Ciclista a La Rioja

1986
- drei Etappen Vuelta a Castilla y León
- Gesamtwertung und eine Etappe Vuelta a España
- eine Etappe Asturien-Rundfahrt
- eine Etappe Vuelta a Colombia
- eine Etappe Vuelta a los Valles Mineros
- eine Etappe Katalonien-Rundfahrt
- zwei Etappen Tour de la Communauté européenne
- eine Etappe Vuelta Ciclista a La Rioja

1987
- eine Etappe Valencia-Rundfahrt
- Circuito de Getxo
- drei Etappen Vuelta a Castilla y León
- eine Etappe Baskenland-Rundfahrt
- zwei Etappen Vuelta a España
- eine Etappe Asturien-Rundfahrt
- eine Etappe Euskal Bizikleta
- zwei Etappen Tour de France
- Gesamtwertung und zwei Etappen Katalonien-Rundfahrt
- Gesamtwertung und zwei Etappen Escalada a Montjuïc

1988
- Klasika Primavera de Amorebieta
- eine Etappe Baskenland-Rundfahrt
- zwei Etappen Vuelta a Castilla y León
- zwei Etappen und  Bergwertung Vuelta a España
- Gesamtwertung und zwei Etappen Vuelta a los Valles Mineros
- eine Etappe Tour de France
- La Poly Normande
- zwei Etappen Galicien-Rundfahrt
- eine Etappe Vuelta a Burgos
- Gesamtwertung und drei Etappen Vuelta Ciclista a la Rioja

1989
- eine Etappe Andalusien-Rundfahrt
- eine Etappe Vuelta a España
- drei Etappen Asturien-Rundfahrt
- eine Etappe Grand Prix Midi Libre
- eine Etappe Tour de France
- eine Etappe Katalonien-Rundfahrt
- eine Etappe Vuelta Ciclista a la Rioja
- Trio Normand
- Clásica de Sabiñánigo
- Gran Premio de Llodio

1990
- eine Etappe Vuelta a España
- eine Etappe Vuelta a Cantabria
- Gesamtwertung Vuelta a los Valles Mineros
- Spanischer Meister – Straßenrennen
- eine Etappe Tour de la Communauté Europeènne
- Gesamtwertung und eine Etappe Katalonien-Rundfahrt
- Gesamtwertung und eine Etappe Vuelta Ciclista a la Rioja
- Subida al Naranco

1991
- eine Etappe Valencia-Rundfahrt
- Klasika Primavera de Amorebieta
- Trofeo Comunidad Foral de Navarra
- eine Etappe Vuelta a Colombia
- drei Etappen Vuelta a España
- eine Etappe Tour DuPont
- eine Etappe Critérium du Dauphiné Libéré
- Subida al Naranco

1992
- eine Etappe Andalusien-Rundfahrt
- eine Etappe Murcia-Rundfahrt
- Gesamtwertung und eine Etappe Vuelta a Colombia
- eine Etappe Vuelta a España
- eine Etappe Critérium du Dauphiné
- eine Etappe Tour de France
- zwei Etappen Vuelta a Castilla y León
- Gesamtwertung und eine Etappe Vuelta Ciclista a la Rioja

1993
- eine Etappe Murcia-Rundfahrt
- zwei Etappen Algarve-Rundfahrt
- drei Etappen Vuelta a España
- eine Etappe Critérium du Dauphiné
- eine Etappe und  Nachwuchswertung Tour de France
- Gesamtwertung und eine Etappe Burgos-Rundfahrt
- zwei Etappen Aragon-Rundfahrt
- eine Etappe Katalonien-Rundfahrt
- Subida al Naranco

## Grand-Tours-Platzierungen
| Grand Tour            | 1979 | 1980 | 1981 | 1982 | 1983 | 1984 | 1985 | 1986 | 1987 | 1988 | 1989 | 1990 | 1991 | 1992 | 1993 |
| --------------------- | ---- | ---- | ---- | ---- | ---- | ---- | ---- | ---- | ---- | ---- | ---- | ---- | ---- | ---- | ---- |
| Vuelta a EspañaVuelta | 5    | 1    | 2    | 4    | 3    | 2    | 3    | 1    | 7    | 3    | 4    | 18   | 5    | 2    | 3    |
| Giro d’ItaliaGiro     | –    | 11   | 16   | 10   | 3    | 13   | 19   | –    | –    | –    | –    | –    | –    | –    | –    |
| Tour de FranceTour    | –    | –    | –    | –    | –    | –    | 19   | 8    | 8    | 8    | 16   | –    | 22   | 24   | 12   |

## Bekannte ehemalige Fahrer
- Laudelino Cubino (1990–1993)
- Patrice Esnault (1990–1991)
- Melchor Mauri (1993)
- Jesús Montoya (1990–1993)
- Álvaro Pino (1982–1989)
- Juan Fernández Martín (1983–1986)
- Faustino Rupérez (1979–1985)
- Fabio Parra (1991–1992)
- Oliverio Rincón (1993)
- Mikel Zarrabeitia (1991–1993)